# Franco Lucentini
Franco Lucentini (ur.  24 grudnia 1920 w Rzymie – zm.  5 sierpnia 2002 w Turynie), włoski pisarz, tłumacz, redaktor i dziennikarz.

## Życiorys
W latach pięćdziesiątych poznał Carlo Fruttero, z którym rozpoczął trwającą aż do śmierci współpracę, zarówno autorską jak i redaktorską. Pracowali razem dla wydawnictwa Mondadori, gdzie m.in. przez ponad dwadzieścia lat prowadzili serię wydawniczą fantastyczno-naukową zatytułowaną Urania.
Wspólnie z Fruttero, w ramach duetu działającego pod nazwą Fruttero & Lucentini (w skrócie F&L) byli autorami wielu poczytnych powieści oraz felietonów.
Lucentini, władający wieloma językami, jest też autorem tłumaczeń m.in. Simone de Beauvoir, Alaina Robbe-Grilleta, Jorge Luisa Borgesa, Georgesa Dumézila oraz, wraz z Fruttero, Roberta Louisa Stevensona, Julesa Verne’a, Samuela Becketta, Johnny’ego Harta i in.

## Wybrana twórczość
- I compagni sconosciuti, 1951
- Notizie degli scavi, 1964
- Dittico degli anni '30, 1995
- Il calabrone che ci vedeva poco, 2010

### Współpraca z Carlo Frutterem
- La donna della domenica, 1972.
- A che punto è la notte, 1979.
- Il Palio delle contrade morte, 1983.
- L'amante senza fissa dimora, 1986.
- La verità sul caso D., Einaudi 1989. [tłumaczenie polskie: Sprawa D. czyli zbrodnia rzekomego włóczęgi, tłum. Małgorzata Hołyńska, Czytelnik, 1996]
- Enigma in luogo di mare, 1991.
- Breve storia delle vacanze, 1994. [tłumaczenie polskie: Krótka historia wakacji, tłum. Anna Osmólska-Mętrak, Historia i Sztuka, 1995]

## Ekranizacje
- Kobieta na niedzielę (La donna della domenica, Włochy, 1975, film w reż. Luigiego Comenciniego z Jacqueline Bisset, Jean-Louis Trintignantem, Marcello Mastroiannim
- A che punto è la notte, Włochy 1994, film w reż. Nanniego Loya z  Marcello Mastroiannim i Maksem von Sydowem
- La donna della domenica, Włochy, film telewizyjny w dwóch częściach z 2011 r., w reż. Giulia Base z Andreą Osvart i Giampaolo Morellim
- Le notizie degli scavi Włochy, film z 2010  w reż. Emidia Greca z Giuseppem Battistonem i Ambrą Angiolini